# Разпределение на електрическа енергия
Разпределението на електрическа енергия е подотрасъл на електроенергетиката, включващ последния етап (преди продажбата) при доставката на електричество до крайните потребители.
Електроразпределителната система пренася електрическа енергия от далекопроводите до потребителите. Обикновено електрическите мрежи са със средно напрежение (по-малко от 50 kV), електрически подстанции и трансформатори на стълб, жични инсталации с ниско напрежение (по-малко от 1 kV) и понякога електромери.
Електроенергийната промишленост е близо век държавна собственост, но в началото на 70-те години на 20 век част от развитите държави започват да дерегулират и приватизират този сектор, което води до образуването на пазари на електроенергията. Основен елемент там е премахването на естествения монопол върху генерирането, предаването и разпределението на тази енергия. По този начин електричеството се превръща в комодити. Това разделение довежда до развитието на нова терминология за описването на стопанските единици.